# Faus (Cruesa)
Faus (en francès Faux-la-Montagne) és una comuna (municipi) de França, a la regió de la Nova Aquitània, departament de la Cruesa. És la població més gran del cantó. La seva població al cens de 1999 era de 394 habitants. Està integrada a la Communauté de communes du Plateau de Gentioux.

## Demografia
| 1968 | 1975 | 1982 | 1990 | 1999 |
| ---- | ---- | ---- | ---- | ---- |
| 565  | 417  | 396  | 391  | 394  |

## Administració
| Període   | Identitat        | Partit |
| --------- | ---------------- | ------ |
| 2001-2008 | François Chatoux | PS     |
| 2008-     | Catherine Moulin |        |